# Ctenopelma labradorense
Ctenopelma labradorense là một loài tò vò trong họ Ichneumonidae.